# Ash Stymest
Ashley "Ash" Stymest (31 de julio de 1991) es un modelo británico, apareciendo en la portada de Vogue Hommes, Vogue Italia, EY! Electric Youth!, y Dazed & Confused.

## Vida y carrera
Stymest creció en Coney Hall. Su carrera como modelo comenzó en 2008. Ese año fue contratado por Models 1 y fue reclutado por Hedi Slimane para su trabajo personal. Su debut fue en la portada de 2008 Vogue Hommes Japón.
Stymest apareció en Vogue Italia y Rusia. También en el evento de primavera 2009 de Balenciaga.
En marzo de 2010 se anunció que presentaría un programa de MTV llamado "MTV Bang",
Ha desfilado para Alexander McQueen 2013, ha realizado campañas de Dr. Martens y más.
En mayo se 2014, Ash figuró en el videoclip de la banda 2NE1, "Gotta Be You".
En 2015 Ash firmó con The Lions NY
En 2016 salió se estrenó la película "Sex doll", titulada originalmente: "Amoureux solitaires", dirigida por Sylvie Verheyde.

## Vida personal
Ash tiene una hija llamada Summer con su exesposa Maille Doyle, una modelo, nacida el 23 de marzo de 2012. Se divorciaron a principios de 2013. Estuvo en una relación con la hija de Johnny Depp, Lily-Rose Depp de 2015 a 2018.